# Baccha
Baccha is een vliegengeslacht uit de familie van de zweefvliegen (Syrphidae).

## Soorten
- B. elongata

Vliegende speld (Fabricius, 1775)
- B. funebris (Macquart, 1834)
- B. marmorata Bigot, 1883
- B. nepenthe Hull, 1943